# Жена цара Јулија Непота
Жена Јулија Непота била је последња царица Римског царства на Западу, чији је муж владао од 474. до 480. године, иако је био у изгнанству из престонице после 475. године. Његово презиме, Непот ( лат. "nephew"   ), добио је својим браком. Име његове супруге се не налази ни у једном примарном извору, а сви је наводе као нептису цара Лава I Трачанина, цараРимског царства на истоку (457–474. године) и његове супруге царице Верине . Реч нептис би се могла превести као унука, нећака или (блиски) рођак, али се обично претпоставља да је Јулијуева жена била нећака цара Лава I и да је вероватније крвно сродна са царицом Верином, а не са царем Лавом I. Историчар Малх извештава: „У залагању се придружила и Верина, која је пружила руку помоћи жени Непоту, свом рођаку“.
Јулијев брак је можда био део обрасца породичног покровитељства: „брак у царску породицу био је веома повољан посао, а брак са царевом ћерком омогућавао је зету да се нада пурпуру“. И цареви и царице, једном уздигнути на свој положај, покушали би да унапреде рођаке на високе службе и да им помогну да се венчају у славне лозе. Иако ове проширене породице повремено нису успеле да успеју на престолу, успеле су да издрже политичке преокрете и остану истакнуте генерацијама.
Чини се да је царица Верина свакако одиграла своју улогу у напредовању рођака. Између 468. и 476. године, Василиск, Армат и Непот су заузели високе војне положаје. Сва тројица су била с њом у крвном или брачном сродству. У истом периоду, Веринине ћерке Аријадна и Леонтија биле су удате за Зенона и Маркијана, касније за цара и узурпатора. Можда је чак имала неке везе са успоном варвара Одоакра, за којег се претпоставља да је њен нећак.